# Italochrysa rugosa
Italochrysa rugosa là một loài côn trùng trong họ Chrysopidae thuộc bộ Neuroptera. Loài này được Tsukaguchi in Tsukaguchi & Yukawa miêu tả năm 1988.